# Республіка Македонія на літніх Олімпійських іграх 2008
Македонія на літніх Олімпійських іграх 2008 в Пекіні була представлена сімома спортсменами (5 чоловіками і 2 жінками) у семи дисциплінах п'яти видів спорту: легка атлетика, веслування на байдарках і каное, боротьба, стрільба та плавання. Прапороносцем на церемонії відкриття був каноїст Атанас Ніколовскі. 
Республіка Македонія вчетверте взяла участь у літніх Олімпійських іграх. Жодної медалі македонські олімпійці не завоювали.

## Спортсмени
| Вид спорту                      | Чоловіки | Жінки | Всього |
| ------------------------------- | -------- | ----- | ------ |
| Боротьба                        | 1        | 0     | 1      |
| Веслування на байдарках і каное | 1        | 0     | 1      |
| Легка атлетика                  | 1        | 1     | 2      |
| Плавання                        | 1        | 1     | 2      |
| Стрільба                        | 1        | 0     | 1      |
| Усього                          | 5        | 2     | 7      |

## Боротьба
Вільна боротьба
| Спортсмен       | Дисципліна         | 1/32                          | 1/16                       | Чвертьфінал                   | Півфінал           | Втішний раунд 1    | Втішний раунд 2                  | Фінал              | Фінал |
| Спортсмен       | Дисципліна         | Суперник Результат            | Суперник Результат         | Суперник Результат            | Суперник Результат | Суперник Результат | Суперник Результат               | Суперник Результат | Місце |
| --------------- | ------------------ | ----------------------------- | -------------------------- | ----------------------------- | ------------------ | ------------------ | -------------------------------- | ------------------ | ----- |
| Мурад Рамазанов | до 60 кг, чоловіки | Тевфік Одабаші (TUR) W 3–1 PP | Кім Джон Де (KOR) W 3–1 PP | Мавлет Батиров (RUS) L 0–3 PO | не пройшов         | Bye                | Зелімхан Гусейнов (AZE) L 1–3 PP | не пройшов         | 7     |

## Веслування на байдарках і каное

### Слалом
| Спортсмен         | Дисципліна                       | Кваліфікація | Кваліфікація | Кваліфікація | Кваліфікація | Кваліфікація | Кваліфікація | Півфінал   | Півфінал   | Фінал      | Фінал      | Фінал      | Фінал      |
| Спортсмен         | Дисципліна                       | Спуск 1      | Місце        | Спуск 2      | Місце        | Разом        | Місце        | Час        | Місце      | Час        | Місце      | Разом      | Місце      |
| ----------------- | -------------------------------- | ------------ | ------------ | ------------ | ------------ | ------------ | ------------ | ---------- | ---------- | ---------- | ---------- | ---------- | ---------- |
| Атанас Ніколовскі | слалом, каное-одиночки, чоловіки | 92.63        | 21           | 88.56        | 15           | 181.19       | 19           | не пройшов | не пройшов | не пройшов | не пройшов | не пройшов | не пройшов |

## Легка атлетика
| Спортсмен     | Дисципліна                  | Кваліфікація/ гіт | Кваліфікація/ гіт | Чвертьфінал | Чвертьфінал | Півфінал   | Півфінал   | Фінал      | Фінал      |
| Спортсмен     | Дисципліна                  | Результат         | Місце             | Результат   | Місце       | Результат  | Місце      | Результат  | Місце      |
| ------------- | --------------------------- | ----------------- | ----------------- | ----------- | ----------- | ---------- | ---------- | ---------- | ---------- |
| Реджеп Селман | потрійний стрибок, чоловіки | 15.29             | 37                | Н/Д         | Н/Д         | Н/Д        | Н/Д        | не пройшов | не пройшов |
| Івана Рожман  | 100 м, жінки                | 12.92             | 7                 | не пройшла  | не пройшла  | не пройшла | не пройшла | не пройшла | не пройшла |

## Плавання
| Спортсмен         | Дисципліна                     | Гіт     | Гіт   | Півфінал   | Півфінал   | Фінал      | Фінал      |            |
| Спортсмен         | Дисципліна                     | Час     | Місце | Час        | Місце      | Час        | Місце      |            |
| ----------------- | ------------------------------ | ------- | ----- | ---------- | ---------- | ---------- | ---------- | ---------- |
| Михайло Рістовскі | 200 м вільним стилем, чоловіки | 1:57.45 | 55    | не пройшов | не пройшов | не пройшов | не пройшов | не пройшов |
| Єлена Поповска    | 100 м вільним стилем, жінки    | 59.93   | 47    | не пройшов | не пройшов | не пройшов | не пройшов | не пройшов |

## Стрільба
| Спортсмен     | Дисципліна                  | Кваліфікація | Кваліфікація | Фінал      | Фінал      |
| Спортсмен     | Дисципліна                  | Бали         | Місце        | Бали       | Місце      |
| ------------- | --------------------------- | ------------ | ------------ | ---------- | ---------- |
| Сашо Несторов | пневматична гвинтівка, 10 м | 558          | 51           | не пройшов | не пройшов |